# Лінда Джонсон
Лінда Джонсон (англ. Linda Johnson; 14 жовтня 1953, Лонг-Айленд-Сіті) — американська професійна гравчиня в покер, володарка одного браслета WSOP. У 2011 році була включена до Зали слави покеру.

## Біографія
Народилася 14 жовтня 1953 року в Лонг-Айленд-Сіті (штат Нью-Йорк, США). Працювала на пошті. Коли їй виповнився 21 рік, Лінда почала їздити в Лас-Вегас по кілька разів на рік, щоб грати в блекджек. Однак незабаром батько переконав її, що краще зайнятися покером, оскільки ця гра не ведеться проти казино.
Відточуючи майстерність у щотижневих іграх, Лінда зрозуміла, що у неї є особливий талант до покеру, так як вона постійно обігравала своїх друзів. Вона стала часто відвідувати гральні заклади в Гардені й в підсумку знову опинилася у Вегасі, щоб цього разу зіграти в Seven-Card stud і Texas Hold'em. 1980 року вона взяла участь в турнірі Ladies Seven-Card Stud в рамках World Series of Poker, посівши 5-е місце. Лінда відразу ж покинула роботу і стала професійним гравцем у покер. Пік її ігрової кар'єри припав на 1997 рік, коли вона виграла перший і єдиний браслет WSOP в турнірі $ 1500 Seven-Card Razz, заробивши $ 96 000. Загалом на рахунку Лінди $ 300 000.
1992 року Лінда вирушила у перший Card Player Poker Cruise і, дізнавшись, що журнал продається, разом з друзями купила видання. За вісім років на посаді видавця «Card Player» Лінда Джонсон зробила журнал популярним і зіграла важливу роль в його минулому та сьогоденному успіху. 2000 року вона продала його Баррі Шульману, але зберегла Card Player Cruise і відтоді організувала понад 60 покерних круїзів по всьому світу.
«Перша леді покеру», як її з любов'ю називають, як і раніше бере активну участь у світі покеру. Вона зробила значний внесок у розвиток Асоціації турнірних директорів, яка встановлює загальні правила для організацій таких турнірів, як World Poker Tour, і все ще входить в її Раду директорів.
Лінда Джонсон допомогла заснувати PokerGives.org разом з Яном Фішером, Лізою Теннер і Майком Секстоном. Мета організації — збирати кошти за допомогою покеру, які передаються благодійним установам: Intrepid Fallen Heroes Fund (Фонд відважних занепалих героїв), Special Olympics (Особливі Олімпійські ігри), Paralyzed Veterans of America (Паралізовані ветерани Америки) і Step by Step (Крок за кроком).
Перша леді покеру шанована колегами і удостоєна премії Brian Saltus Award за майстерність, гідність і сміливість за покерним столом. 2008 року Джонсон включили в Жіночий зал слави покеру. Вона не тільки великий посол гри, але і одна з найшанованіших осіб в покері.